# Arhopala argentea
Arhopala argentea е вид пеперуда от семейство Синевки (Lycaenidae). Видът не е застрашен от изчезване.

## Разпространение
Разпространен е в Индонезия (Малуку и Сулавеси).